# 1339
| 1339               |
| ------------------ |
| Dødsfald - Fødsler |
|                    |

| Gregoriansk kalender | 1339 MCCCXXXIX          |
| Ab urbe condita      | 2092                    |
| Armensk kalender     | 788 ԹՎ ՉՁԸ              |
| Kinesiske kalender   | 4035 – 4036 戊寅 – 己卯 |
| Etiopisk kalender    | 1331 – 1332             |
| Jødisk kalender      | 5099 – 5100             |
| Hindukalendere       |                         |
| - Vikram Samvat      | 1394 – 1395             |
| - Shaka Samvat       | 1261 – 1262             |
| - Kali Yuga          | 4440 – 4441             |
| Iransk kalender      | 717 – 718               |
| Islamisk kalender    | 739 – 740               |

Den kongeløse tid i Danmark 1332-1340

## Begivenheder
- Den japanske kejser Koyo udnævner Ashikaga til shogun.

## Født
- Elisabeth af Bosnien - dronning af Ungarn 1353-1382 og Polen 1370-1382 , gift med kong Ludvig 1. af Ungarn og Polen.
- 1. november - Rudolf 4. af Østrig - medlem af Huset Habsburg og hertug af Østrig.

## Dødsfald
- 22. december - Peder Pagh - biskop i Odense.